# 43806 Augustepiccard
43806 Augustepiccard este o planetă minoră (asteroid), cu un diametru de 2,449 km, din centura de asteroizi. A fost descoperită pe 13 septembrie 1991 la Thüringer Landessternwarte Tautenburg⁠(d) de Freimut Börngen și a fost numită după Auguste Piccard⁠(d). 
Obiectul prezintă o orbită caracterizată de o semiaxă mare de 2,4544275703701 UAi, o excentricitate de 0,18, o înclinație de 3,7 ° în raport cu ecliptica.